# Устар-хан (уцмий)
Устар-хан — уцмий Кайтага, военно-политический деятель в истории Дагестана XVIII века. Брат уцмия Амир-Хамзы, внук Ахмед-хана Большого.

## Биография
После смерти брата Устар-хана уцмия Амир-Хамзы правителем Кайтага становится старший в роде Устар-хан, но не без помощи извне. В конкуренции против племянников и детей Амир-Хамзы его поддержали Фетали-хан и кайтагский народ.
В 1789 году умирает и Фатали-хан — главный соперник уцмия Амир-Хамзы. После его смерти резко очень быстро ослабевает созданное им государство. Из-за этого контакты уцмийства с Кубино-Дербентским ханством начинают прекращаться, так как Кайтаг сам переживал кризис.
В 1790 году уцмий Устар-хан умирает и вопросы наследования уцмийского трона приводили к конфликтам, что вело государство к ослаблению как внешнего, так и внутреннего влияния страны.
В «Записке о сословно-поземельном строе в Кайтаге» упоминается случай незаконной передачи власти в Кайтаге. Хотя титул по обычаю переходит к старшему в роде и сопровождается народным признанием, однако был и случай узурпаторства. После смерти Устар-хана на престол избрали племянник умершего уцмия Мамма, но сын Амир-Хамзы при поддержке акушинцев и своих единомышленников вытеснил Мамму и стал уцмием». 